# The Space Adventure
The Space Adventure, appelé Cobra II: Densetsu no Otoko (Space Adventure コブラII―伝説の男― 寺沢武) au Japon, est un jeu vidéo d'aventure développé et édité par Hudson Soft, sorti en 1991 sur PC-Engine au Japon. Il a été réédité en occident sur Mega-CD en 1994. Il est basé sur le manga Cobra et fait suite à Cobra: Kokuryūō no Densetsu (1989, PC-Engine).

## Accueil
Le journaliste Greg du magazine Joypad  conclut son test effectué sur Mega-CD par l'attribution de deux notes : 80 % et 40 %. En effet, il distingue respectivement les fans des autres joueurs.